# ألان أندرسون
ألان أندرسون (بالإنجليزية: Alan Anderson)‏ (21 ديسمبر 1939 بإدنبرة في المملكة المتحدة - فبراير 2022) هو لاعب كرة قدم بريطاني في مركز قلب الدفاع. شارك مع منتخب اسكتلندا لكرة القدم. أما مع النوادي، فقد لعب مع سكونثورب يونايتد ونادي فالكيرك ونادي ميلوول وهارت أوف ميدلوثيان ونادي ألوا أثليتيك.

## وصلات خارجية
- ألان أندرسون على موقع قاعدة بيانات كرة القدم.إي يو (الإنجليزية)
- ألان أندرسون على موقع عالم كرة القدم.نت (الإنجليزية)